# Charley’s Girls (Film)
Charley’s Girls dokumentiert die Geschichte der gleichnamigen Punkband, die im Zentrum der Düsseldorfer Punkszene in den Jahren 1977 bis 1979 ihre Auftritte im legendären Ratinger Hof hatte. Franz Bielmeier gründete damals zusammen mit Markus Oehlen und Peter Hein, der später als Sänger der Fehlfarben bekannt wurde, die „erste deutsche Punkband“, der später noch weitere wegweisende Bands wie Mittagspause und schließlich Fehlfarben folgten.
Bielmeiers kleiner Enkel erzählt und kommentiert das Treiben der „Punk-Opas“.